# Опалихи
Опалихи — деревня в Нюксенском районе Вологодской области.
Входит в состав Городищенского сельского поселения, с точки зрения административно-территориального деления — в Городищенский сельсовет.
Расстояние по автодороге до районного центра Нюксеницы — 55 км, до центра муниципального образования Городищны — 15 км. Ближайшие населённые пункты — Ворониха, Малые Ивки, Большие Ивки.
По переписи 2002 года население — 25 человек (9 мужчин, 16 женщин). Преобладающая национальность — русские (92 %).